# Szibériai intervenció
A szibériai intervenció az antant beavatkozásainak egyike volt az oroszországi polgárháború idején. Az 1918 és 1922 közötti hadműveletben százezres nagyságú haderő érkezett az antant országaiból (legtöbbjük Japánból), hogy megszállja a Tengermellék területét, és segítse az orosz fehérek harcát a bolsevik Vörös Hadsereg ellen.
Bár azt antant csapatok létszámukhoz képest jelentéktelen veszteséget könyvelhettek el, ennek ellenére a japánok kivételével már 1920-ban elhagyták a területet. A Japán Császári Hadsereg ezzel szemben egészen 1922-ig állomásozott a területen, majd az Amerikai Egyesült Államok nyomása és a szovjet katonai sikerek miatt kénytelen volt kiüríteni a Tengermellék területét.

## Háttér
Az 1917-es októberi orosz forradalom után Oroszországban a bolsevikok vették át a hatalmat, és különbékét kötöttek Németországgal. Ez a lépés igen súlyosan érintette az antant államait, hiszen az eddig kétfrontos háborúra kényszerülő németek most katonákat és hadianyagot küldhettek a nyugati frontra. Ezen felül a németek rátehették volna a kezüket a Murmanszkban, Arhangelszkben és Vlagyivosztokban felhalmozott nagy mennyiségű, Oroszországnak szánt ellátmányra. Továbbá a több mint 50 000 főt számláló szövetséges Csehszlovák Légió hirtelen ellenséges területen találta magát, és csak a Vörös Hadsereggel harcolva, ellenséges területen haladva tudott a Távol-Keletre eljutni.
Ezek után Nagy-Britannia és Franciaország kormánya elhatározta, hogy intervenciót hajtanak végre Oroszországban, hogy megdöntsék a bolsevik kormányt. Három fő céljuk volt, amelyet remélték sikerül elérniük egy katonai beavatkozással:
1. Megakadályozni, hogy az orosz ellátmány a németek kezére kerüljön.
2. A Csehszlovák Légió megmentése és ismételt harcbavetése Európában.
3. Egy fehér kormány felállítása, amely ismételten csatlakozik az első világháborúhoz.

Mivel az antanthatalmak így is fogytán voltak a katonáknak, azzal az ötlettel álltak elő, hogy a háborúhoz nemrég csatlakozó Amerikai Egyesült Államoknak kéne az észak-oroszországi hadjárathoz és a szibériai hadjárathoz katonákat küldenie. 1918. júliusában a Hadügyminisztérium tiltakozása ellenére Wilson elnök beleegyezett, hogy 5 000 amerikai katonát küldjön Észak-Oroszországba és 10 000-et Szibériába. Ezzel egy időben a Kínai Köztársaság kormánya is elfogadta az oroszok kérését, és 2 000 katonát küldött augusztusig. A kínaiak ezen kívül még elfoglalták Külső-Mongóliát és Tuvát, valamint csapatokat küldtek az északi hadjárathoz.

## Résztvevők

### Nagy-Britannia
A britek, mivel minden erejüket lekötötte a közeledő német offenzíva, csak 1 500 katonát tudtak mozgósítani az intervenciós hadsereg számára.

### Kanada
A Kanadai Szibériai Expedíciós Hadsereget 1918. augusztusában hozták létre James H. Elmsley vezérőrnagy vezetése alatt. Az egység 4 192 katonáját igen hamar Vlagyivosztokba küldték, hogy ott a fehér csapatokkal együttműködve készítse elő a szövetséges offenzívát. Az egység 1919. áprilisa és júniusa között visszatért Kanadába. Az itt szolgáló katonák nem láttak túl sok harcot, és közülük mindössze 100 szolgált Omszkban, a frontvonal közelében, mint a brit erők adminisztratív munkatársa. A legtöbb kanadai Vlagyivosztok városában tartózkodott, ahol rutin- és rendőrségi feladatokat láttak el.

### Olaszország

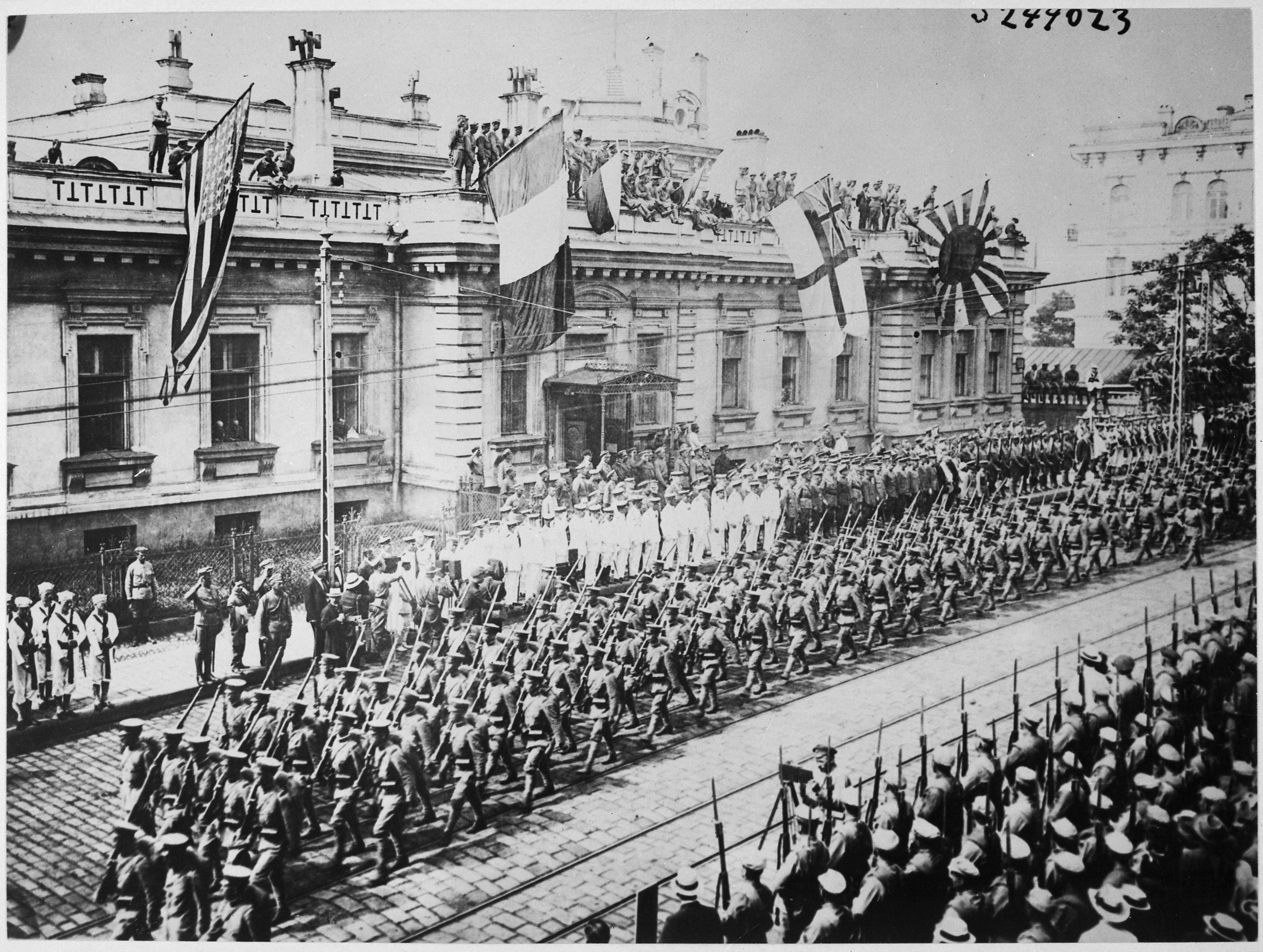
Szövetséges katonák díszszemléje Vlagyivosztokban a főhadiszállásuk előtt

A Távol-Keleti Olasz expedíciós hadtest (olaszul "Corpo di Spedizione Italiano in Estremo Oriente") csendőrők (carabinieri) által kiképzett egység volt, mely magába foglalta az Olasz Redenta Légió 2 500 főjét, akik mint az Osztrák–Magyar Monarchia dél-tiroli katonái, korábban az első világháború keleti frontján, Oroszországban estek hadifogságba. Habár az olasz egység igen kis létszámú volt, mégis fontos szerepet játszott a hadjárat folyamán. Működési körzetükbe tartozott Irkutszk, Harbin és Vlagyivosztok környéke. Feladatuk a Csehszlovák Légióval közösen harcolva az volt, hogy ellenőrizzék a transzszibériai vasútvonalat és biztosítsák annak a működését. Fossini Camossi ezredes volt a parancsnokuk és az expediciós erő alpesi tüzérekből és katonai rendészekből (carabinieri) állt.

### Japán
A japánokat 1917-ben Franciaország kérte fel az oroszországi beavatkozásra, amit akkor még elutasítottak. Azonban a vezérkar a cári rendszer bukása után arra a döntésre jutott, hogy a bolsevizmus fenyegetését megállíthatná, ha az Orosz Távol-Keletet elfoglalnák és ott bábállamot hoznának létre. így a japán kormány kezdetben minden kérést elutasított egy expedíciós hadseregre, míg végül az események alakulása miatt 1918-ban már változás következett be eddigi politikájukban.

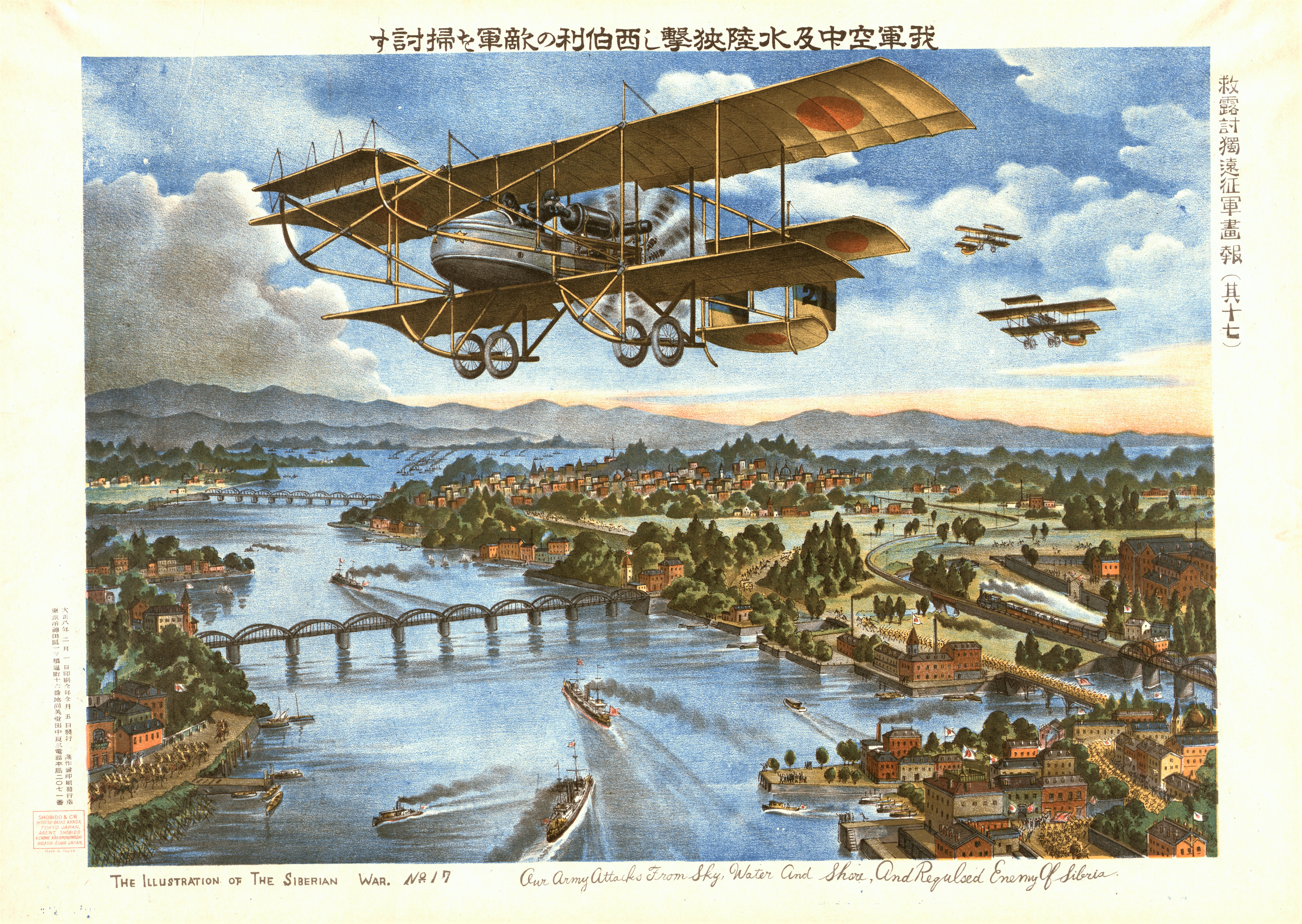
Japán propagandarajz a szibériai intervencióról

1918. júliusában Wilson elnök felkérte a japán kormányt, hogy küldjön 7 000 katonát a 25 000 fős intervenciós haderő támogatására, hogy a Csehszlovák Légiót megmentsék, illetve megakadályozzák az itt raktározott ellátmány német kézre kerülését. A parlamenttel való megbeszélés után Teraucsi Maszatake miniszterelnök beleegyezett, hogy 12 000 katonát biztosítson az akcióhoz, ám azzal a feltétellel, hogy végig japán irányítás alatt maradnak. Az egység vezetője Jui Micue lett, aki azonnal hozzá is kezdett feladatai végrehajtásához és az akció megtervezéséhez.
1920. március-június között az Amur folyó mentén fekvő Nyikolajevszk-na-Amure városban a város japán lakosságát és helyőrségét, illetve az itt állomásozó fehér orosz katonákat és a polgári lakosság nagy részét kivégezték a várost megszálló bolsevik partizánok. A mészárlás politikai okot adott a Japán Birodalomnak, hogy 1920. április 4-én támadást indítson a távol-keleti térségben található szovjetek és a Vörös Hadsereg egységei ellen, illetve bevonuljon a Szahalin sziget északi részére, amit csak 1925-ben ürítettek ki.

### USA
Az Amerikai Expedíciós Haderő 7 950 tisztje és katonája felett William S. Graves vezérőrnagy parancsolt. Az egység a 27. és 31. gyalogos ezredekből, illetve a 13. és 62. gyalogos ezredek önkénteseiből és a 12. gyalogos ezred néhány tagjából állt.
Habár Grave 1918. szeptemberében érkezett csak meg a területre, az egység 3 000 tagját már augusztus 15 és 21 között ide vezényelték, és hamarosan vasútőrzési feladatokat láttak el Vlagyivosztok és Usszurijszk között.
A szövetségeivel ellentétben Graves úgy hitte, hogy a szibériai akció célja az amerikai tulajdonú értékek védelme, valamint a Csehszlovák Légió evakuálása, és ennek nem része a bolsevikok elleni harc. Állandóan önmérsékletre szólított fel, így gyakran került összeütközésbe az angol, francia és japán tisztekkel, akik pedig aktívabb részvételre ösztökélték az amerikai erőket.

## Szövetséges intervenció (1918–1919)
A szövetséges intervenció 1918 augusztusában indult meg. A japánok Vlagyivosztokon és a mandzsúriai határon keresztül mintegy 70 000 katonát vonultattak fel. A hatalmas felvonultatott haderő miatt a szövetségesek gyanút fogtak az esetleges japán célokkal kapcsolatban. Szeptember 5-én a japán csapatok találkoztak a Csehszlovák Légió előőrseivel. A következő napokban a brit, olasz és francia kontingensek is csatlakoztak hozzájuk, hogy közösen szorítsák vissza az Urál mögé a bolsevik erőket és megdöntsék a vörösök uralmát. A japán erők, szem előtt tartva a céljaikat, megtagadták, hogy a Bajkál-tótól nyugatabbra vonuljanak. Az amerikaiak, akik pedig gyanúsnak találták a japánok viselkedését, szintén hátramaradtak, hogy ellenőrizzék őket. Novemberre a japánok elfoglalták a teljes Tengermelléket és a szibériai Csita városát.
1918 nyarán a japánok folyamatosan segítették az oroszországi fehéreket. Ennek keretében a japán 5. gyalogos hadosztály Grigorij Szemjonov egységeivel közösen megszállta Transzbajkália területét és ott egy rövid életű ellenforradalmi kormányt hozott létre.

## Szövetséges visszavonulás (1919–1920)
Az első világháború befejeződése után az antant vezetői arra a döntésre jutottak, nagyobb erőkkel avatkoznak be az oroszországi polgárháborúba és a fehér erők harcát segítik a bolsevikok ellen. Az Omszkban székelő, Kolcsak admirális vezette kormányt ismerték el Oroszország legitim vezetőségének. Ezalatt a japánok azonban továbbra is Kolcsak ellenfeleit, így Grigorij Szemjonovot és Iván Kalmikovot támogatták. 1919-ben a fehér kormány összeomlott, amikor a Csehszlovák Légió átadta Kolcsak admirálist a Vörös Hadseregnek.
1920. április 1-jén a William S. Graves tábornok által vezetett amerikai hadsereg elhagyta Szibériát, és hagyta, hogy a japánok legyenek az egyetlen megszálló nagyhatalom a régióban, akikkel a bolsevikok kénytelenek voltak harcolni. Júniusra a britek és  a többi szövetséges visszavonta csapatait Vlagyivosztokból. A Csehszlovák Légiót is ekkor evakuálták a területről. A japán erők azonban a területen maradtak, főleg azért, mert a kommunizmus további terjedésétől féltek. Azonban ezek ellenére kénytelenek voltak aláírni a Gongotai Egyezményt, amely Transzbajkália békés kiürítésére kötelezte őket. Ez Grigorij Szemjonov kormányának bukásához vezetett ugyanezen év októberében.
A japánok saját bábállamot hoztak létre a területen, és katonailag is támogatták azt, hogy felvegye a harcot a szovjetek által támogatott Távol-Keleti Köztársaság ellen. 1921. május 26-án Vlagyivosztokban japánok által támogatott puccs zajlott le. Az új amuri ideiglenes kormány - kevés sikerrel - megkísérelte a különböző bolsevikellenes erőket összegyűjteni Csita közelében, ahonnan gyors támadást lehetett intézni az érkező Vörös Hadseregre. Vezetőik, a Merkulov testvérek (két vlagyivosztoki üzletember) mindvégig elutasították az együttműködést az antant seregeivel, amikor a japán hadsereg vezetősége 1922. június 24-én bejelentette, hogy október végéig kivonják Szibériából az összes katonájukat. 1922 nyarán a japán kivonulás hírére pánik tört ki az Orosz Távol-Keleten. 1922. október 25-én Vlagyivosztok városa szovjet-orosz kézre került.
A japán katonai jelenlét gyanakvóvá tett az Amerikai Egyesült Államokat. Az amerikaiak attól tartottak, hogy Japánnak rendezési tervei vannak Szibériával kapcsolatban. Az egyre növekvő amerikai és angol nyomás, valamint a veszteségek és költségek miatti hazai ellenállás hatására Kató Tomoszaburó miniszterelnök 1922. októberében kivonta a japán csapatokat a területről.

## Fordítás
Ez a szócikk részben vagy egészben  a   Siberian Intervention című angol Wikipédia-szócikk ezen változatának fordításán alapul.  Az eredeti cikk szerkesztőit annak laptörténete sorolja fel. Ez a jelzés csupán a megfogalmazás eredetét és a szerzői jogokat jelzi, nem szolgál a cikkben szereplő információk forrásmegjelöléseként.

## Kapcsolódó szócikk
- Külföldi intervenció az oroszországi polgárháborúban